# Порталбера
Порталбера (итал. Portalbera) је насеље у Италији у округу Павија, региону Ломбардија.
Према процени из 2011. у насељу је живело 1460 становника. Насеље се налази на надморској висини од 62 м.

## Становништво
Према резултатима пописа становништва 2011. у општини је живело 1.551 становника.
| 1931. | 1936. | 1951. | 1961. | 1971. | 1981. | 1991. | 2001. | 2011. |
| ----- | ----- | ----- | ----- | ----- | ----- | ----- | ----- | ----- |
| 1.634 | 1.596 | 1.477 | 1.407 | 1.152 | 1.100 | 1.160 | 1.343 | 1.551 |